# Guillaume Dumanoir (senior)
Guillaume Dumanoir (Parigi, 16 novembre 1615 – Parigi, 18 maggio 1697) è stato un compositore e violinista francese.

## Biografia
Figlio di un menestrello di Parigi, Guillaume Dumanoir nacque nel 1615. Nel 1636 divenne maestro di danza presso la corte degli Orange a L'Aia. Fu violinista ordinario di camera dei re Luigi XIII e Luigi XIV e membro della Ménéstrandise, la corporazione francese dei musicisti. Dal 1639 fu uno dei ventiquattro violinisti che componevano la grande orchestra di Luigi XIII. Dal 1645 al 1656 fu membro della Petite Écurie du Roi.
Nel 1654 lasciò la grande orchestra reale, ma, nel 1655, ne fu nominato direttore. Nel 1657 fu direttore generale della Ménéstrandise con il titolo di Roi des violons, maître à danser et joueurs d'instrumens tant haut qua bas, incarico che mantenne fino al 1668. Ebbe un figlio omonimo, Guillaume Dumanoir, e morì a Parigi nel 1697.

## Opere

### Composizioni
- Tre sonate a 3.
- Una sonata e courante a 4.
- Una allemanda e sarabanda a 4.
- Quattro suite.
- Una courante a 5.
- Due danze.

### Trattati
- Le mariage de la musique et de la dance: contenant la réponce au livre des treize prétendus académistes, touchant ces deux arts, pubblicato a Parigi nel 1664.